# Sázavka
Sázavka é uma comuna checa localizada na região de Vysočina, distrito de Havlíčkův Brod.